# Mu Canis Majoris
Mu Canis Majoris (μ Canis Majoris / μ CMa) è un sistema stellare, composto da almeno due componenti, visibile nella costellazione del Cane Maggiore. Dista circa 1240 anni luce dal sistema solare.

## Osservazione
Si tratta di una stella situata nell'emisfero celeste australe; grazie alla sua posizione non fortemente australe, può essere osservata dalla gran parte delle regioni della Terra, sebbene gli osservatori dell'emisfero sud siano più avvantaggiati. Nei pressi dell'Antartide appare circumpolare, mentre resta sempre invisibile solo in prossimità del circolo polare artico. Essendo di magnitudine pari a 5, è osservabile ad occhio nudo, a patto di avere a disposizione un cielo buio. Un buon telescopio amatoriale consente di distinguere le due componenti del sistema.
Il periodo migliore per la sua osservazione nel cielo serale ricade nei mesi compresi fra dicembre e maggio; da entrambi gli emisferi il periodo di visibilità rimane indicativamente lo stesso, grazie alla posizione della stella non lontana dall'equatore celeste.

## Caratteristiche fisiche
Il sistema si compone di due stelle. La componente A è una gigante arancione, classificata come K2/3III, con una magnitudine apparente pari a 5,09. La componente B è meno luminosa, con una magnitudine apparente pari a 7,12 e separata da A di 2,77 secondi d'arco. È stata classificata sia come una gigante blu, B8.5, sia con caratteristiche intermedie tra una stella blu e una stella bianca di sequenza principale, come B9/A0 V.
Il sistema si sta allontanando dal nostro sistema solare, avendo una velocità radiale complessivamente positiva.
Il sistema ha, inoltre, due compagne visuali. La componente C ha una magnitudine pari a 10,32 e nel 2008 presentava una separazione angolare di 86,90" dalla principale; la componente D possiede una magnitudine pari a 10,45 e, nello stesso anno, presentava una separazione di 105,0" dalla principale.